# Seifa-utaki
Le Seifa-utaki (斎場御嶽, endroit purifié d'Utaki, seifa évoque une position haute et utaki, un lieu sacré) est un sanctuaire shinto situé dans le district de Nanjō (SE de la préfecture d'Okinawa, Japon, 26°09′40.3″N 127°48′24.1″E) dans la péninsule de Chinen (Gyokusen-do). Il est inscrit depuis 2000 au patrimoine mondial de l'Unesco dans un ensemble intitulé « sites gusuku et biens culturels associés du royaume de Ryūkyū ». Le sanctuaire est l'un des sept sites sacrés d'Okinawa.
Le site Seifa-utaki est considéré comme un lieu sacré depuis les temps très anciens. Aux XVe et XVIe siècles, le site est un lieu de rites religieux. Le sanctuaire installé sur un haut promontoire, parmi d'imposantes formations rocheuses, comprend des grottes et des corniches donnant sur l'est et le sud en surplomb au-dessus de la mer. Le classement concerne 55 hectares. Tous les bâtiments ont été détruits mais les enceintes intérieures et extérieures sont encore visibles.

## Histoire
Les îles de Ryūkyū ont été un lieu particulier d'échanges économiques et culturels entre l'Asie du Sud-Est, la Chine, la Corée et le Japon.
Pour protéger leurs villages, les communautés de fermiers commencèrent à construire de simples murs de pierre du Xe au XIIe siècle. De puissants groupes familiaux, aji, apparus à partir du XIIe siècle agrandirent les systèmes défensifs et les transformèrent en véritables forteresses (gusuku). Les aji luttèrent pour la suprématie de chacun d'entre eux et finirent par se regrouper au XVe siècle en trois royaumes : Hokuzan (montagne du nord), Chūzan (montagne du milieu) et Nanzan (montagne du sud).
La société et l'économie des Ryūkyū de la période Sanzan (Trois Montagnes) a connu de nombreux changements techniques qui entraînèrent une forte augmentation de la production agricole. Dès lors, un commerce intensif avec la Chine de la dynastie Song, le Japon, la péninsule coréenne et l'Asie du Sud-Est, atteignit son apogée de la fin du XIVe siècle au milieu du XVIe siècle.
En 1429, les Ryūkyū sont unifiées par le souverain Chûzan (première dynastie Shô). Malgré un coup d'état en 1469, l'unité du royaume reste préservée jusqu'en 1879 (seconde dynastie Shô). Le royaume enlevé au Japon en 1609 par le domaine de Satsuma (shogunat Tokugawa) conserve l'administration locale (voir dynastie du roi Sho Shin).
Les îles entretiennent des liaisons importantes avec le reste du monde lorsque le Japon est coupé du monde extérieur. En 1868, à la fin du shogunat, au début de l'ère Meiji, il survit comme domaine de Ryūkyū mais en 1879, le royaume des Ryūkyū est aboli, les îles appartiennent alors à la préfecture d'Okinawa. Les îles Ryūkyū subissent de lourds bombardements et combats à la fin de la Seconde Guerre mondiale, les biens culturels sont dévastés. Elles restent sous tutelle américaine jusqu'en 1972 où le Japon en reprend l'administration.

## Les rites
Le complexe de Seifa-utaki devenu un lieu particulièrement sacré de la nouvelle religion shintoïste comprend plusieurs lieux de culte dont trois sont reliés par des allées dallées. La signification du site est très peu connue. Il s'agit d'une colline boisée occupée par des sanctuaires et des sites de prière.

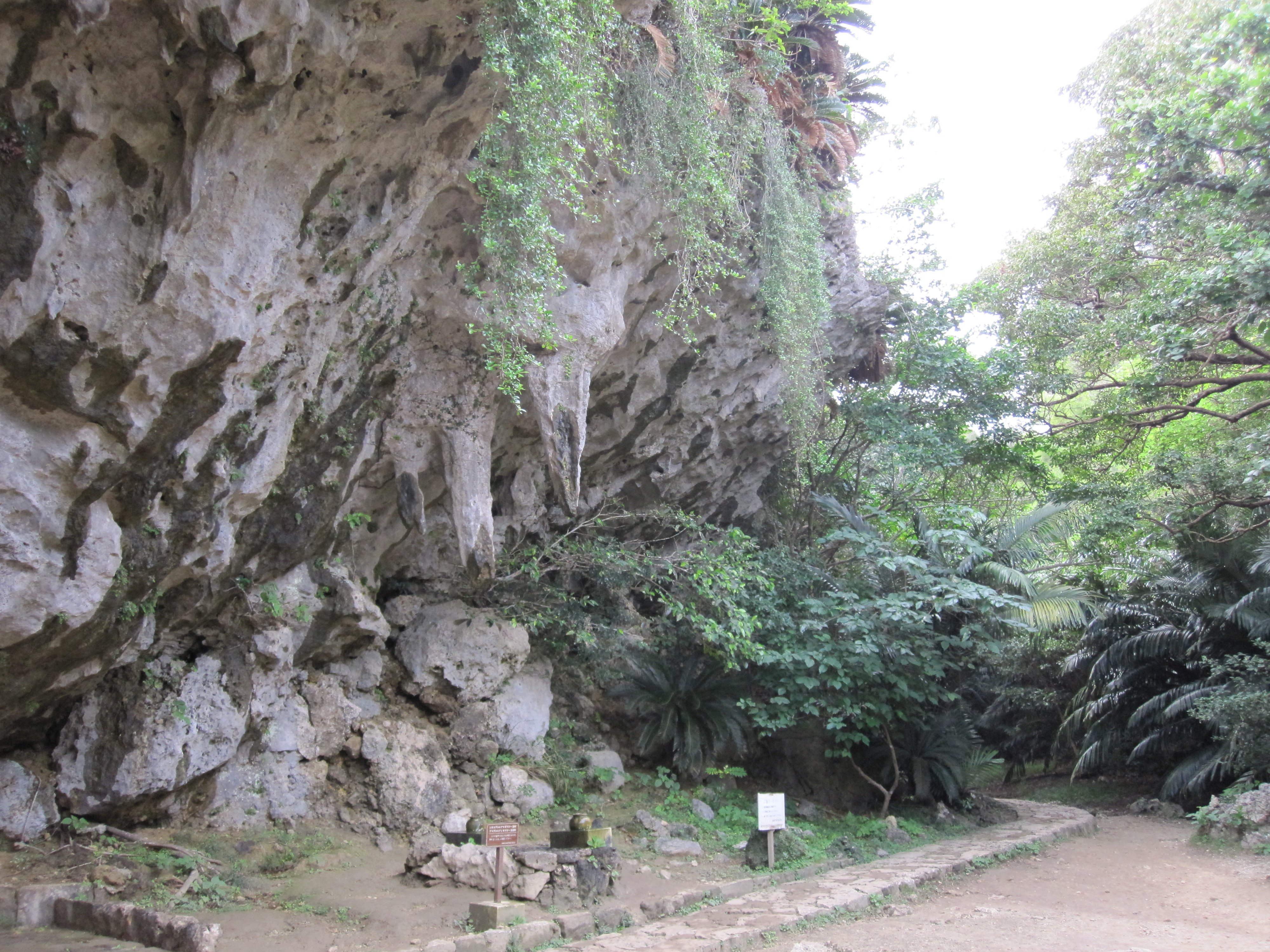
Seifa-utaki.
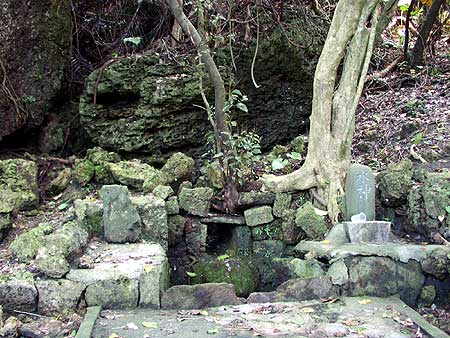
Urookaa (lieu de purification).
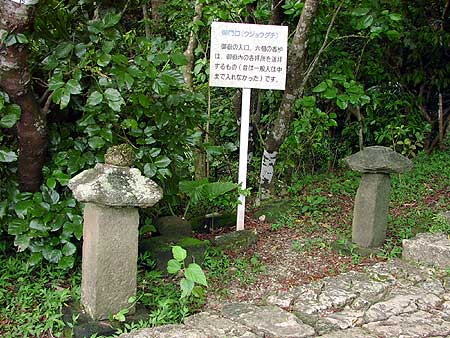
Ujo-guchi / 御門口 (entrée du site).
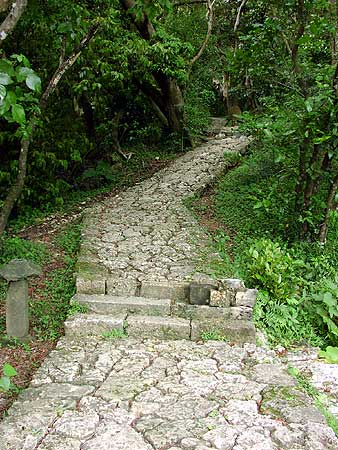
Ujo-guchi (entrée du site).
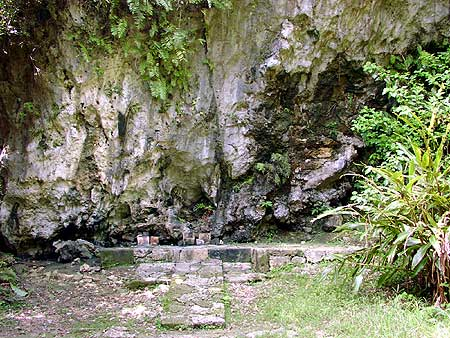
Ufugui /大庫理 (lieu d'adoration).
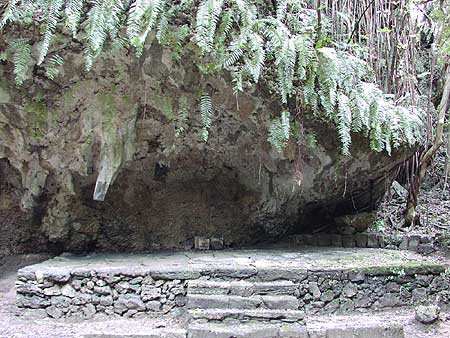
Yuinchi (cuisine royale).
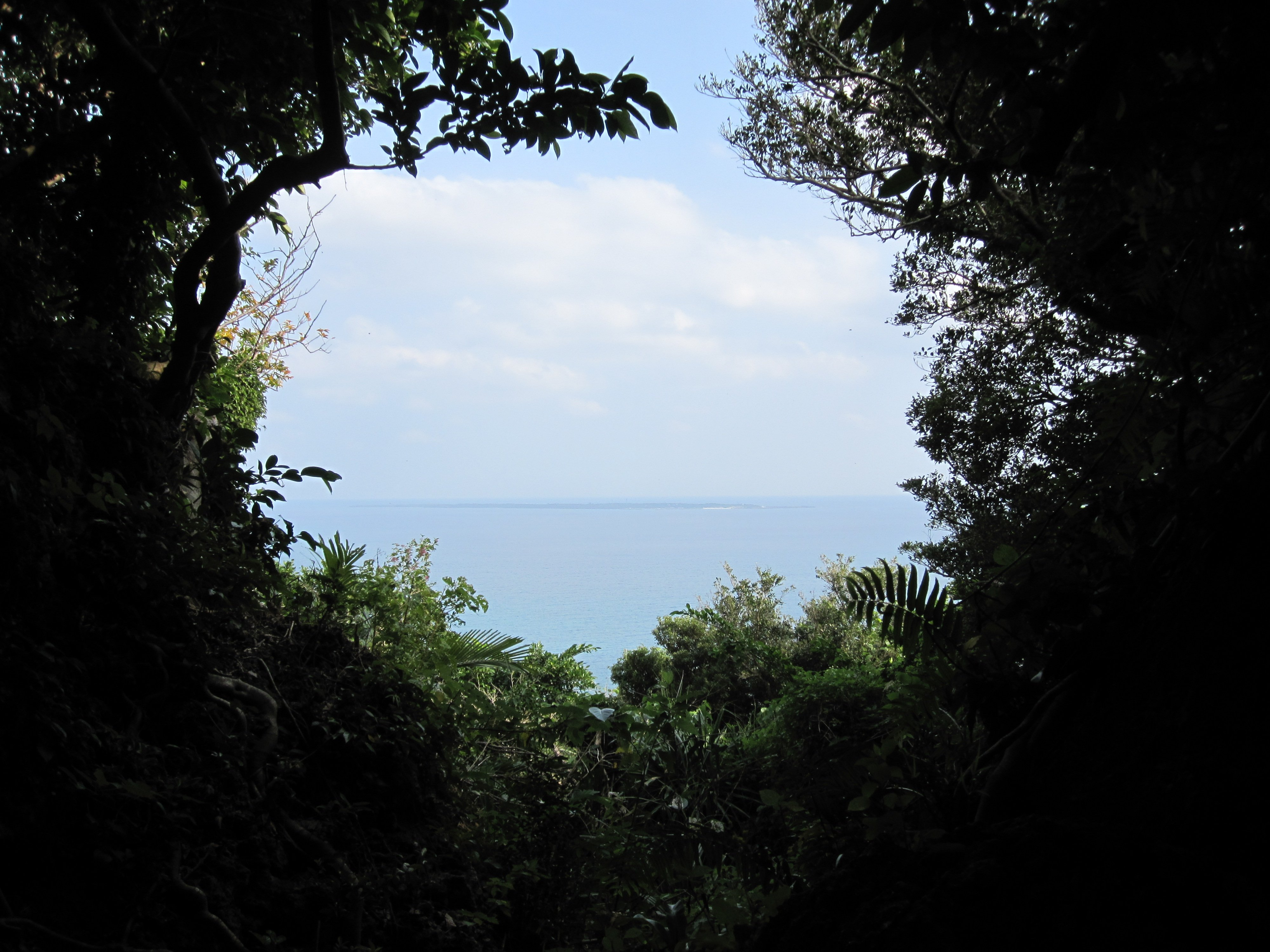
Vue vers la petite île Kudaka.

L'accès du site était limité à la noblesse et au clergé. Les prêtresses se purifiaient à la source Urookaa à la droite de l'entrée puis elles gagnaient Ufugui (l'entrée). Parvenues à Ujo-guchi, les premières adorations étaient pratiquées. Vers la gauche, un chemin mène à Yuinchi (cuisine pour préparer le repas du roi) et un autre chemin mène à Sanguui (passage entre deux énormes rochers), la partie la plus sacrée. La mer et une petite île, Kudaka, sont visibles de ce point. L'île de Kudaka (« île des Dieux »), à 5 km de la péninsule de Chinen, avec 7,75 km de circonférence, accueillait des cérémonies religieuses à l'époque du royaume de Ryūkyū. La mythologie des Ryūkyū dit que le dieu de Ryūkyū est venu du ciel et y a créé la première île.